# Il primo bacio sulla Luna
Il primo bacio sulla Luna è il terzo album da solista di Cesare Cremonini pubblicato il 26 settembre 2008 dalla Warner Music Italy.

## Registrazione
Il disco è stato registrato nell'agosto 2008 nello studio personale dell'artista a Casalecchio di Reno.

## Promozione
L'album è stato anticipato dall'uscita del singolo Dicono di me nel maggio 2008. Contemporaneamente all'uscita dell'album è uscito il secondo singolo estratto Le sei e ventisei.
In autunno del 2008 Cremonini intraprende Il primo tour sulla Luna proseguito in una seconda parte, nell'estate del 2009.

## Accoglienza
In una recensione mista, Rockol, sebbene ne apprezzi la produzione e la registrazione, descrive le canzoni «pesantucce» trovando che il cantautore nei testi «si perde un po’ troppo nelle parole, nelle cose da spiegare, nei sentimenti da dover confermare e dichiarare», trovandolo in contrasto con le sonorità anni settanta, le quali richiederebbero «leggerezza e sintesi».
In una classifica dei migliori album pubblicati dal cantante stilata da Rolling Stone Italia nel 2021, Patrizio Ruviglioni definisce il progetto «uno dei suoi lavori meno venduti», scrivendo che si tratti del progetto in cui Cremonini ha tentato di dimostrare «di essere un cantautore, bravo tecnicamente» attraverso «arrangiamenti orchestrali abbastanza barocchi, strutture complicate, contorte», trovandovi «il limite di non accontentare nessuno, né gli ascoltatori in cerca di pop cristallino né gli appassionati esigenti».

## Tracce
Testi e musiche di Cesare Cremonini, eccetto dove indicato.
1. Louise – 3:27
2. Dicono di me – 3:50
3. Le sei e ventisei – 4:44
4. La ricetta (...per curare un uomo solo) – 3:07 (testo: Cesare Cremonini, Vittorio Cremonini)
5. L'altra metà – 3:53
6. Il pagliaccio – 5:20
7. Qualsiasi cosa – 4:42 (testo: Patrizia Binazzi) – testo tratto da una poesia di Patrizia Binazzi
8. Chiusi in un miracolo – 4:05
9. Figlio di un re – 6:45
10. Dev'essere così (Unplugged) – 3:24
11. Il primo bacio sulla Luna – 6:18
12. Cercando Camilla – 3:42

Traccia bonus nell'edizione iTunes
1. Marmellata #25 (Abbey Road Version) – 4:42

## Formazione
- Cesare Cremonini - voce, pianoforte, chitarra acustica, tamburello, armonica
- Nicola "Ballo" Balestri - basso
- Andrea Morelli - chitarra elettrica, chitarra acustica
- Alessandro Magnanini - chitarra elettrica, chitarra acustica
- Nicola Peruch - pianoforte, tastiera
- Michele "Mecco" Guidi - tastiera, organo Hammond, Fender Rhodes
- Giovanni Guerretti - pianoforte
- Elio Rivagli - batteria
- Cesare Balbi - batteria
- Paul Watchins - violoncello
- Marco Brioschi - tromba
- Jacqui Dankworth - cori
- Sara Colman - cori

## Classifiche

### Classifiche settimanali
| Classifica (2008) | Posizione massima |
| ----------------- | ----------------- |
| Italia            | 6                 |

### Classifiche di fine anno
| Classifica (2008) | Posizione |
| ----------------- | --------- |
| Italia            | 95        |
| Classifica (2009) | Posizione |
| Italia            | 88        |